# Borzicactus leonensis
Borzicactus leonensis ist eine Pflanzenart in der Gattung Cleistocactus aus der Familie der Kakteengewächse (Cactaceae). Das Artepitheton leonensis verweist auf das Vorkommen der Art im Tal des Río León.

## Beschreibung
Borzicactus leonensis wächst niederliegend bis halb aufrecht mit an der Basis verzweigten, dunkelgrünen Trieben und erreicht bei Durchmessern von 5 bis 6 Zentimetern eine Länge von 0,5 bis 1,5 Metern. Es sind 9 bis 11 niedrige, gerundete Rippen vorhanden, die durch tiefe wellige Furchen in etwa sechseckige Höcker gegliedert sind. Die 8 bis 12 pfriemlichen, geraden, stechenden Dornen sind anfangs schwarz und an ihrer Basis gelblich oder rötlich, später werden sie weißgrau mit einer dunkleren Spitze. Sie sind 0,5 bis 2,5 Zentimeter lang. Der Mitteldorn, der auch fehlen kann, ist nur wenig länger als die restlichen Dornen.
Die mehr oder weniger aufrechten, schmal trichterförmigen, schiefsaumigen Blüten sind rot bis leicht purpurfarben und erscheinen in der Nähe der Triebspitzen. Sie sind 5,5 bis 7 Zentimeter lang und weisen Durchmesser von 3 Zentimetern auf. Ihr Perikarpell und die Blütenröhre sind mit feinen, weißen Haaren besetzt. Die kugelförmigen, gelblich grünen Früchte weisen Durchmesser von 2 bis 3 Zentimetern auf und sind nur spärlich behaart.

## Verbreitung, Systematik und Gefährdung
Borzicactus leonensis ist in den ecuadorianischen Provinzen Azuay und Loja in Höhenlagen von 1800 bis 2000 Metern verbreitet.
Die Erstbeschreibung als Cleistocactus leonensis erfolgte 1989 durch Jens E. Madsen. Graham J. Charles stellte die Art 2012 in die Gattung Borzicactus. Ein weiteres nomenklatorisches Synonym ist Borzicactus sepium subsp. leonensis (Madsen) Guiggi (2016).
In der Roten Liste gefährdeter Arten der IUCN wird die Art als „Least Concern (LC)“, d. h. als nicht gefährdet geführt.

## Nachweise